# بخش سینگبهوم شرقی
بخش سینگبهوم شرقی (به انگلیسی: East Singhbhum district) یک منطقهٔ مسکونی در هند است که در Kolhan division واقع شده‌است. بخش سینگبهوم شرقی ۳٬۵۳۳ کیلومتر مربع مساحت و ۲٬۲۹۳٬۹۱۹ نفر جمعیت دارد.